# MDX (音楽データ)
1990年代のパソコンで再生するFM音源ドライバー「MXDRV」で動作したデータの拡張子。X68000プラットフォームのパソコンで普及した。
X68000を中心に個人プログラマーが開発し、その後PC-98シリーズ、FMTOWNSシリーズにも移植され、この形式で作成された音楽ファイルは音源プレイヤーが用意された機種であれば同一ファイルで再生出来るものであった。
パソコン通信により普及し、MIDI音源とともに普及し、2000年代に登場するMP3が普及するまではパソコンユーザーでもパソコン通信を行う中級者以上に使われていた。
X68000の音源である YM2151（通称OPM 4オペFM8ch）と MSM6258V（4bitADPCM 音量音程変化不可）を制御する音源ドライバMXDRVのデータの事を一般に指す（Music Data of mXdrvの略称と思われる）。
当初はFM8chとADPCM1chだったが、PCM8というソフトウェアで8chまで拡張し音量変化までをサポートするフリーソフトの出現で、FM8chとADPCM8chの計16chを扱える。
当時のパソコンでは圧倒的なサウンド能力（FMTOWNSはFM6ch+ADPCM8chだったのが例外）。
入力の基本はMML。CDEFGABを基本にテキストエディタで打ち込む方式。
2016年現在では、Windows用プレイヤー、Android用プレイヤー、iPhone用プレイヤーが存在する。